# Бенгальская равнина
Бенга́льская равни́на — равнина на территории Индии и Бангладеш, восточная часть Индо-Гангской равнины.
Равнина занимает общую дельту рек Ганг и Брахмапутра. Эта дельта считается крупнейшей в мире, и равнина простирается по меридиану на 370 км, а по широте — примерно на 500 км. Выходящая к северному побережью Бенгальского залива и имеющая высоту не превышающую 200 м, Бенгальская равнина подвержена частым наводнениям, вызываемым ливнями и нагонами воды из залива. Сезон дождей здесь продолжается с июня по октябрь. Прибрежная полоса (равнина Сундарбан) занята джунглями, болотами и мангровыми зарослями.
Бенгальская равнина является одним из самых густонаселённых районов мира, главное занятие населения равнины — земледелие.